# Leichtathletik-Länderkampf der Männer 1984 Italien – BR Deutschland B
| 16. Leichtathletik-Länderkampf mit bundesdeutscher Beteiligung 1984 | 16. Leichtathletik-Länderkampf mit bundesdeutscher Beteiligung 1984 |
| ------------------------------------------------------------------- | ------------------------------------------------------------------- |
|                                                                     |                                                                     |
| Ländervergleich der Männer: Italien – BR Deutschland B              |                                                                     |
| Austragungsort                                                      | Caorle                                                              |
| Wettbewerbe                                                         | 21                                                                  |
| Datum                                                               | 15. Juli                                                            |
| 1. ITA 2. FRG B                                                     | 123 P 097 P                                                         |
| Chronik                                                             |                                                                     |
| ← GRC-FRG B-BGR-HUN (M)                                             | POL-FRG/FRG-BGR/00 FRG-HUN (F) →                                    |

Den sechzehnten Vergleich des Länderkampfjahres 1984 bestritt eine bundesdeutsche Zweitauswahl der Männer gegen Italien. Das Aufeinandertreffen fand am 15. Juli in Caorle, am nordadriatischen Strand gelegen, statt. Italien war schon sehr häufig Gegner einer deutschen Männermannschaft gewesen, zuletzt hatte es 1983 eine Begegnung unter Beteiligung von Polen in getrennter Wertung gegeben, die Deutschland für sich entschieden hatte. 1980 und 1981 hatte es auch zwei Vergleiche der Nachwuchs-Athleten dieser beiden Länder gegeben, deren Bilanz eins zu eins lautete. Zwischenzeitlich hatte es darüber hinaus vier Veranstaltungen als Sechsländerkampf gegeben, an denen zusätzlich Belgien, Frankreich, die Niederlande und die Schweiz beteiligt waren. Alle vorangegangenen Treffen hatten die deutschen Teams für sich verbucht.

## Modus
Auf dem Programm stand neben den bei Männerländerkämpfen üblichen zwanzig Wettbewerben das 10.000-Meter-Bahngehen. Die Rennen über 5000 und 10.000. Meter wurden verkürzt über 3000 und 5000. Meter ausgetragen. Aus dem olympischen Wettbewerbskatalog fehlten nur der Marathonlauf, die beiden Gehdisziplinen sowie der Zehnkampf. Es starteten zwei Teilnehmer je Land und Wettbewerb. Gewertet wurde in nach dem Standardsystem.

## Ergebnis
Im Laufbereich konnte die bundesdeutsche Mannschaft noch einigermaßen mithalten. Italien erzielte in den Einzelläufen sechs Disziplinerfolge gegenüber vier der Bundesrepublik. Beide Staffeln gingen an das bundesdeutsche Team. Das Bahngehen sicherte sich Italien. In den technischen Disziplinen waren die italienischen Leichtathleten sehr deutlich überlegen. Die bundesdeutschen Vertreter entschieden aus diesem Bereich lediglich den Weitsprung für sich, die sieben weiteren Wettbewerbe sicherten sich Italiens Sportler So musste sich das bundesdeutsche B-Team wie schon vier Tage zuvor im Länderkampf in Athen, als die Mannschaft hinter Bulgarien und Ungarn landete und nur Griechenland hinter sich ließ, erneut geschlagen geben. Der Vergleich hier in Caorle endete mit 123 zu 97 Punkten für Italien.

## Legende
Kurze Übersicht zur Bedeutung der Symbolik – so üblicherweise auch in sonstigen Veröffentlichungen verwendet:
| NMH | keine Höhe (No Mark) |

## Resultate

### 100 m
| Platz | Athlet            | Land | Zeit (s) |
| ----- | ----------------- | ---- | -------- |
| 1     | Gianfranco Lazzer | ITA  | 10,73    |
| 2     | Peter Klein       | FRG  | 10,78    |
| 3     | Werner Zaske      | FRG  | 10,81    |
| 4     | Antonio Rosetti   | ITA  | 10,86    |

### 200 m
| Platz | Athlet            | Land | Zeit (s) |
| ----- | ----------------- | ---- | -------- |
| 1     | Emilio Moltrasio  | ITA  | 21,32    |
| 2     | Achim Piasetzki   | FRG  | 21,42    |
| 3     | Giovanni Grazioli | ITA  | 21,55    |
| 4     | Markus Klameth    | FRG  | 21,56    |

### 400 m
| Platz | Athlet               | Land | Zeit (s) |
| ----- | -------------------- | ---- | -------- |
| 1     | Sven Mikisch         | FRG  | 47,16    |
| 2     | Uwe Wegner           | FRG  | 47,76    |
| 3     | Stefano Malinverni   | ITA  | 48,00    |
| 4     | Salvatore de Martino | ITA  | 48,23    |

### 800 m
| Platz | Athlet           | Land | Zeit (min) |
| ----- | ---------------- | ---- | ---------- |
| 1     | Matthias Assmann | FRG  | 1:47,16    |
| 2     | Holger Böttcher  | FRG  | 1:47,46    |
| 3     | Renzo Piccin     | ITA  | 1:48,05    |
| 4     | Tonino Viali     | ITA  | 1:48,88    |

### 1500 m
| Platz | Athlet            | Land | Zeit (min) |
| ----- | ----------------- | ---- | ---------- |
| 1     | Stefano Mei       | ITA  | 3:36,88    |
| 2     | Wolfgang Frombold | FRG  | 3:43,55    |
| 3     | Stefano Cecchini  | ITA  | 3:44,54    |
| 4     | Jürgen Grothe     | FRG  | 3:48,28    |

### 3000 m
| Platz | Athlet              | Land | Zeit (min) |
| ----- | ------------------- | ---- | ---------- |
| 1     | Salvatore Nicosia   | ITA  | 8:00,56    |
| 2     | Giuseppe Pambianchi | ITA  | 8:03,95    |
| 3     | Kurt Stenzel        | FRG  | 8:05,90    |
| 4     | Robert Schneider    | FRG  | 8:06,40    |

### 5000 m
| Platz | Athlet            | Land | Zeit (min) |
| ----- | ----------------- | ---- | ---------- |
| 1     | Sergio Pesavento  | ITA  | 14:12,74   |
| 2     | Orlando Pizzolato | ITA  | 14:12,75   |
| 3     | Klaus Heiserer    | FRG  | 14:36,31   |
| 4     | Uwe Baunack       | FRG  | 14:41,74   |

### 110 m Hürden
| Platz | Athlet          | Land | Zeit (s) |
| ----- | --------------- | ---- | -------- |
| 1     | Peter Scholz    | FRG  | 14,10    |
| 2     | Gianni Tozzi    | ITA  | 14,21    |
| 3     | Jürgen Schoch   | FRG  | 14,33    |
| 4     | Michele Ventura | ITA  | 14,36    |

### 400 m Hürden
| Platz | Athlet            | Land | Zeit (s) |
| ----- | ----------------- | ---- | -------- |
| 1     | Peter Scholz      | FRG  | 49,73    |
| 2     | Matthias Kaulin   | FRG  | 50,70    |
| 3     | Giorgio Ruch      | ITA  | 51,04    |
| 4     | Stefano Bizzaglia | ITA  | 51,36    |

### 3000 m Hindernis
| Platz | Athlet            | Land | Zeit (min) |
| ----- | ----------------- | ---- | ---------- |
| 1     | Gabriele Bettati  | ITA  | 8:52,00    |
| 2     | Luciano Carchesio | ITA  | 8:53,43    |
| 3     | Andreas Pichler   | FRG  | 8:55,86    |
| 4     | Carlo Seck        | FRG  | 9:06,24    |

### 4 × 100 m Staffel
| Platz | Besetzung      | Land                                                              | Zeit (s) |
| ----- | -------------- | ----------------------------------------------------------------- | -------- |
| 1     | BR Deutschland | Fritz Heer Werner Zaske Peter Klein Achim Piasetzki               | 39,63    |
| 2     | Italien        | Gianfranco Lazzer Emilio Moltrasio Giovanni Grazioli Diego Nodari | 39,93    |

### 4 × 400 m Staffel
| Platz | Besetzung      | Land                                                      | Zeit (min) |
| ----- | -------------- | --------------------------------------------------------- | ---------- |
| 1     | BR Deutschland | Uwe Wegner Jürgen Gruber Wolfgang Schierer Willi Schmalzl | 3:09,48    |
| 2     | Italien        | Panaia Rizzo di Mulo Alfarano                             | 3:11,16    |

### 10.000 m Bahngehen
| Platz | Athlet          | Land | Zeit (min) |
| ----- | --------------- | ---- | ---------- |
| 1     | Sergio Spagnula | ITA  | 41:07,7    |
| 2     | Alfons Schwarz  | FRG  | 41:11,3    |
| 3     | Giacomo Poggi   | ITA  | 43:38,0    |
| 4     | Torsten Zervas  | FRG  | 44:45,2    |

### Hochsprung
| Platz | Athlet           | Land | Höhe (m) |
| ----- | ---------------- | ---- | -------- |
| 1     | Paolo Borghi     | ITA  | 2,18     |
| 2     | Marcello Furlani | ITA  | 2,18     |
| 3     | Klaus Trapka     | FRG  | 2,10     |
| 4     | Volker Wieland   | FRG  | 2,10     |

### Stabhochsprung
| Platz | Athlet           | Land | Höhe (m) |
| ----- | ---------------- | ---- | -------- |
| 1     | Marco Andreini   | ITA  | 5,20     |
| 2     | Manfred Reichert | FRG  | 5,00     |
| NMH   | Detlef de Raad   | FRG  |          |
| NMH   | Gianni Stecchi   | ITA  |          |

### Weitsprung
| Platz | Athlet            | Land | Weite (m) |
| ----- | ----------------- | ---- | --------- |
| 1     | Markus Kessler    | FRG  | 7,76      |
| 2     | Mario Lega        | ITA  | 7,70      |
| 3     | Uwe Palm          | FRG  | 7,63      |
| 4     | Claudio Cherubini | ITA  | 7,46      |

### Dreisprung
| Platz | Athlet            | Land | Weite (m) |
| ----- | ----------------- | ---- | --------- |
| 1     | Dario Badinelli   | ITA  | 16,60     |
| 2     | Roberto Mazzucato | ITA  | 16,09     |
| 3     | Wolfgang Knabe    | FRG  | 16,08     |
| 4     | Wolfgang Zinser   | FRG  | 15,48     |

### Kugelstoßen
| Platz | Athlet                  | Land | Weite (m) |
| ----- | ----------------------- | ---- | --------- |
| 1     | Fernando Baroni         | ITA  | 18,83     |
| 2     | Luigi De Santis         | ITA  | 18,12     |
| 3     | Bernd Kneißler          | FRG  | 17,87     |
| 4     | Claus-Dieter Föhrenbach | FRG  | 17,62     |

### Diskuswurf
| Platz | Athlet                  | Land | Weite (m) |
| ----- | ----------------------- | ---- | --------- |
| 1     | Luciano Zerbini         | ITA  | 61,82     |
| 2     | Domenico Polato         | ITA  | 56,78     |
| 3     | Bernd Kneißler          | FRG  | 56,46     |
| 4     | Claus-Dieter Föhrenbach | FRG  | 51,26     |

### Hammerwurf
| Platz | Athlet           | Land | Weite (m) |
| ----- | ---------------- | ---- | --------- |
| 1     | Romeo Budai      | ITA  | 70,92     |
| 2     | Guiliano Zanello | ITA  | 69,48     |
| 3     | Marc Odenthal    | FRG  | 68,20     |
| 4     | Reiner Schons    | FRG  | 67,62     |

### Speerwurf
| Platz | Athlet           | Land | Weite (m) |
| ----- | ---------------- | ---- | --------- |
| 1     | Agostino Ghesini | ITA  | 85,68     |
| 2     | Peter Blank      | FRG  | 79,26     |
| 3     | Peter Schreiber  | FRG  | 75,30     |
| 4     | Sergio Vesentini | ITA  | 74,40     |